# Kinnareemimus
Kinnareemimus é um gênero de dinossauro terópode da infraordem Ornithomimosauria, do período Cretáceo, encontrada na Tailândia. Há uma única espécie descrita para o gênero Kinnareemimus khonkaenensis.